# Stigmacros pusilla
Stigmacros pusilla är en myrart som beskrevs av Mcareavey 1957. Stigmacros pusilla ingår i släktet Stigmacros och familjen myror. Inga underarter finns listade i Catalogue of Life.